# Tetrapturus angustirostris
Tetrapturus angustirostris una especie de perciforme de la familia de los istiofóridos. Es una de las cuatro especies reconocidas de su género Tetrapturus. Fue clasificado por el japonés Shigeho Tanaka en 1915.

## Descripción y distribución
Se distribuye en el océano Índico y Pacífico.
Su longitud oscila normalmente los 190 centímetros. Se caracterizan por un cuerpo delgado, de color azul oscuro en la parte superior y blanco plateado en la inferior; la aleta dorsal es de color azul oscuro.